# Трихотиодистрофия
 Трихотиодистрофия  (TTD) — аутосомно-рецессивное наследственное заболевание, характеризующееся ломким волосом и интеллектуальными нарушениями. TTD связана с диапазоном симптомов, затрагивающих органы эктодермы и нейроэктодермы. TTD могут быть подразделены на четыре синдрома: Примерно половина всех пациентов с трихотиодистрофией страдают светочувствительностью, которая делит классификацию  синдромов с ней или без неё; BIDS и PBIDS,  IBIDS и PIBIDS. Современное использование включает TTD-P (светочувствительная) и TTD.

## Формы проявления
Особенности TTD могут включать светочувствительность, ихтиоз, ломкие волосы и ногти, интеллектуальные нарушения, снижение рождаемости и низкий рост. Аббревиатуры PIBIDS, IBIDS, BIDS и PBIDS представляют инициалы участвующих слов.  Синдром BIDS , является аутосомно-рецессивным  наследственным заболеванием. Это касается не светочувствительных синдромов. Существует светочувствительный синдром, PBIDS.
BIDS связан с геном MPLKIP (TTDN1).
Синдром IBIDS — иначе  синдром Тэй  , впервые описанный в 1971 году Тэй. (Чонг Хэй Тэй — сингапурский врач, который был первым врачом в Юго-Восточной Азии, именем которого названа болезнь). Синдром Тэй не следует путать с болезнью Тея-Сакса.  Это аутосомно-рецессивная врожденная болезнь. В некоторых случаях, она может быть диагностирована внутриутробно. Синдром IBIDS является не светочувствительной формой.
Светочувствительная форма упоминается как PIBIDS, и связана с ERCC2 и ERCC3.

## Светочувствительные формы
Все светочувствительные синдромы TTD имеют дефекты в их системах NER. NER служит для нуклеотидной эксцизионной репарации, которая является жизненной системой репарации ДНК, устраняющей многие виды повреждений ДНК. Этот дефект не присутствует в не светочувствительных TTD. Дефекты NER могут привести к другим редким аутосомно-рецессивным заболеваниям, как пигментная ксеродерма и синдром Коккэйна.